# Dub-Bor
Dub-Bor (ros. Дуб-Бор) – wieś w Rosji, w obwodzie pskowskim, w rejonie pskowskim, nad Jeziorem Pskowskim. Według danych z 2010 roku zamieszkiwana przez 17 osób.